# Jan Antoni Chrapowicki
Jan Antoni Chrapowicki herbu Gozdawa (ur. 1 października 1612 w Podbereziu pod Witebskiem, zm. 3 listopada 1685 w Łukiszkach pod Witebskiem) – wojewoda witebski od 1669 roku, podkomorzy smoleński w latach 1659-1669, chorąży smoleński w latach 1650-1659, pisarz ziemski smoleński od 1649 roku, dworzanin Jego Królewwskiej Mości w 1647 roku, sekretarz królewski, starosta pilwiski w 1669 roku, ekonom mohylewski w latach 1683-1685. 
Był wyznawcą kalwinizmu, autor Diariusza.

## Życiorys
Jan Chrapowicki był synem Krzysztofa Chrapowickiego i Heleny Wojnianki Jasienieckiej. Uczył się w krakowskim Kolegium Nowodworskiego, a po ukończeniu szkoły wstąpił na służbę do Mikołaja Hlebowicza, kasztelana wileńskiego, który był jego bliskim krewnym. Razem z jego synem, Janem Samuelem został wysłany na dwór Krzysztofa Radziwiłła, aby wziąć udział w przygotowaniach do sejmu konwokacyjnego.
21 listopada 1632 Chrapowicki podpisał akt elekcji Władysława IV Wazy. W 1635 rozpoczął podróż zagraniczną oraz studia, m.in. w Akademii Amsterdamskiej, na Sorbonie i w Padwie (1636-1638). 28 sierpnia 1636 został obrany konsyliarzem nacji polskiej w Padwie i pełnił tę funkcję do 7 września 1637. Wtedy też zdecydował się na porzucenie kalwinizmu i przejście na katolicyzm, czego dokonał 18 stycznia 1637 u grobu św. Antoniego w Padwie. W kwietniu 1639 został posłem na sejm z województwa witebskiego, a w 1646 posłem z województwa smoleńskiego. W tym samym roku powierzono mu funkcję kapitana granicznego Dorohobuża. Sejm nadzwyczajny w Warszawie, zakończony 27 maja 1647 wyznaczył go członkiem dwóch komisji do zapłaty piechoty wileńskiej i do rozgraniczenia województwa witebskiego z Wieliżem i Uświatem oraz do kompozycji (układu) między miastem Witebskiem i kapitułą wileńską. W tym czasie otrzymał także godność sekretarza Jego Królewskiej Mości.
Po śmierci Władysława IV Wazy został obrany posłem smoleńskim na sejm konwokacyjny i 31 lipca 1648 podpisał Konfederację Generalną Warszawską. 27 sierpnia 1648 został wybrany posłem na sejm elekcyjny, w którym aktywnie uczestniczył popierając Jana Kazimierza Wazę. Był elektorem Jana II Kazimierza Wazy w 1648 roku z województwa smoleńskiego. Na sejmiku smoleńskim w 19 stycznia 1658 obrano go posłem na sejm, który odbył się w Warszawie, w dniach od 10 lipca do 30 sierpnia 1658. Był także wybrany posłem na sejm, który odbył się w Warszawie w dniach 22 marca – 2 maja 1659. Na tym sejmie został wyznaczony rewizorem skarbu koronnego. Był członkiem zjazdu, który zatwierdzał w czerwcu 1660 traktat pokojowy polsko-szwedzki w Oliwie. Jako poseł na sejm 1659 roku był deputatem na Trybunał Skarbowy Wielkiego Księstwa Litewskiego w 1659 roku. W 1659 uzyskał tytuł podkomorzego smoleńskiego i klucz ekonomii grodzieńskiej Łabno. Prowadził rokowania z Moskwą, po raz pierwszy zimą 1662 brał udział w rokowaniach w Białyniczu i Tołoczynie. Następnie na przełomie 1666/1667 brał udział w rozmowach z Moskwą w Andruszowie zakończonych rozejmem andruszowskim.
Poseł powiatu smoleńskiego na sejm 1661 roku. W 1665 został posłem smoleńskim na sejm, na którym został obrany marszałkiem. Jego kandydatura została wysunięta przez samego króla Jana Kazimierza. Poseł sejmiku grodzieńskiego powiatu grodzieńskiego na sejm wiosenny 1666 roku. Poseł na sejm konwokacyjny 1668 roku z powiatu smoleńskiego. W czasie elekcji 1669 roku został sędzią generalnego sądu kapturowego. Był elektorem Michała Korybuta Wiśniowieckiego z województwa smoleńskiego w 1669 roku. We wrześniu 1669 został wojewodą witebskim. Objął województwo dokonując uroczystego wjazdu do Witebska 5 lutego 1671.
W 1673 był mediatorem pomiędzy królem Michałem Korybutem Wiśniowieckim a tzw. malkontentami – stronnictwem profrancuskim reprezentowanym przez prymasa Mikołaja Prażmowskiego i Jana Sobieskiego. W czasie elekcji 1674 roku popierał do korony polskiej cara Rosji Aleksego Michajłowicza. Był członkiem konfederacji generalnej zawiązanej 15 stycznia 1674 roku na sejmie konwokacyjnym. Elektor Jana III Sobieskiego z województwa witebskiego w 1674 roku, podpisał jego pacta conventa. Nie uczestniczył w wyprawie wiedeńskiej, na którą wysłał swojego syna Stefana służącego w chorągwi Kazimierza Sapiehy.
W 1677 roku wyznaczony z Senatu do Trybunału Skarbowego Wielkiego Księstwa Litewskiego.
Zmarł 3 listopada 1685 w swym dworze wojewodzińskim w Łukiszkach pod Witebskiem.

## Twórczość
Był autorem słynnego Dyjariusza..., stawianego w jednym szeregu z pamiętnikami Paska. W Dyjariuszu... zapisywał wydarzenia z życia publicznego i prywatnego, a także informacje o pogodzie. Tym samym Diariusz jest nieodzownym materiałem dla historyków XVII w. oraz dla badaczy zmian klimatu w Polsce.
- Dyjariusz... Oddział pierwszy, wyd. J. Rusiecki pt. "Dyjariusz wojewody witebskiego... jako przyczynek do dziejów z czasów Jana Kazimierza, Michała Wiśniowieckiego, Jana Sobieskiego", Warszawa 1845[15], (część wydana obejmuje lata 1668-1672); wyciąg ogł. w M. Stacewicz Zebranie ciekawości za panowania Jana Kazimierza i Michała Wiśniowieckiego dyjaryjusza pisanego przez J. Chrapowickiego wyjęte, Wilno 1787, (fragmenty w Tygodnik Petersburski, 1842, nr 98)

## Listy
- Od Jana Chryzostoma Paska, z lat 1660-1664, wiad. podał: J. Bartoszewicz "Nowe dowody autentyczności kroniki Jana Chryzostoma Paska", Dziennik Warszawski, 1852, nr 256, (przedruk: T. Święcki Historyczne pamiątki znamienitych rodzin i osób dawnej Polski, t. 1, Warszawa 1858, dodatek)